# Uzbequistão nos Jogos Olímpicos de Verão de 2000
O Uzbequistão participou dos Jogos Olímpicos de Verão de 2000 em Sydney, Austrália.

## Medalhas

### Ouro
- Boxe - Mahammatkodir Abdoollayev (peso meio-médio-ligeiro (até 63,5kg) masculino)

### Prata
- Lutas - Artur Taymazov (luta livre - 97-130kg masculino)

### Bronze
- Boxe - Sergey Mihaylov (peso meio-pesado (até 81kg) masculino)
- Boxe - Rustam Saidov (peso super-pesado (+91kg) masculino)